# Jim Brothers
Jim Brothers (15 de agosto de 1941 - 20 de agosto de 2013) fue un escultor figurativo estadounidense del estado de Kansas, EE. UU.

## Obras notables
- Seis bronces para el National D-Day Memorial (incluyendo Across The Beach,[2] Death On The Shore, Scaling The Heights) en Bedford, Virginia
- Obra en el National VFW Memorial (incluyendo Citizen Soldier) en Washington D. C.
- Mark Twain de tamaño natural en Hartford, Connecticut.[3]
- Dwight D. Eisenhower de tamaño natural en National Statuary Hall en Washington D. C.
- Omar Bradley de tamaño natural en Moberly, MO.[4][5]
- Flight en GE Aircraft en San Luis, Misuri
- Veterans en VFW Memorial en Kansas City, Misuri
- Kansas Promise en Cedar Crest en Topeka, Kansas
- Protector of the Plains un busto de Paschal Fish, el fundador de Eudora, Kansas.
- From The Ashes en el Centro de Visitantes en Lawrence Lawrence, Kansas
- Homage en Gage Park en Topeka, Kansas
- John Brown Jayhawk colección privada en Lawrence, Kansas
- Busto del Jefe Red Cloud en el Capitolio de Nebraska en Lincoln, Nebraska[6]
- The Scout en Kansas City, Misuri[7]
- Spirit of the CCC para conmemorar el Civilian Conservation Corps[8]
- Harmony[9]
- The Vision[10]